# توماس سيفري
توماس سيفري (بالإنجليزية: Thomas Savery)‏ (/ˈseɪvəri/ ؛ ج 1650-1715) كان مخترعا ومهندسا انجليزيا مرموقا، ولد في شيلستون، في منزل ريفي قرب مودبري، ديفون، انكلترا. لقد اخترع أول جهاز تجاري يعمل بالبخار، وهو مضخة بخار يشار إليها في كثير من الأحيان باسم «المحرك». كان «محرك سيفري» طريقة ثورية في ضخ المياه، مما أدى إلى حل مشكلة تصريف مياه المناجم وجعل إمدادات المياه العامة على نطاق واسع عمليًا.

## المهنة
أصبح سيفري مهندسًا عسكريًا، حيث ترقى إلى رتبة النقيب بحلول عام 1702، وقضى وقت فراغه في إجراء تجارب في مجال الميكانيكا. في عام 1696، حصل على براءة اختراع عن جهاز لتلميع الزجاج أو الرخام والآخر لـ «تجديف السفن بسهولة أكبر وبسرعة أكبر مما تم القيام به حتى الآن من قبل أي دولة أخرى» والتي تنطوي على عجلات مجداف يقودها كابستان والتي تم رفضها من قبل الأميرالية عقب تقرير سلبي صادر عن مساح البحرية، إدموند دمر.
عمل سيفري أيضًا لصالح مفوضي Sick and Hurt، حيث تعاقد على توريد الأدوية إلى شركة Navy Stock Company، والتي كانت مرتبطة بجمعية Apothecaries. أخذت مهامه نيابة عنهم إلى دارتموث، وهو على الأرجح كان على اتصال مع توماس نيوكومين.

### أول آلية محرك البخار

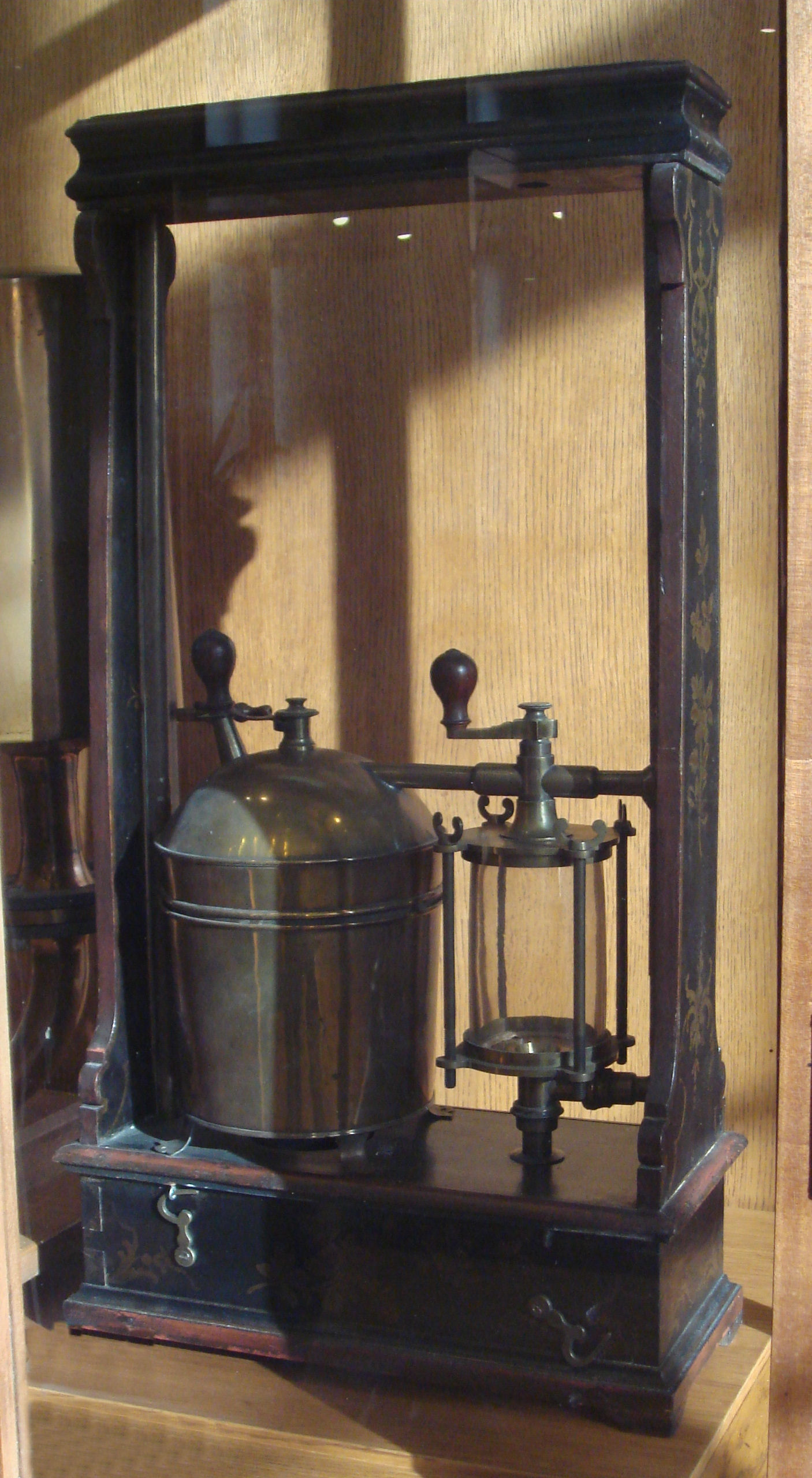
مضخة حريق ، نظام سيفري 1698.

في 2 يوليو عام 1698، حصل سيفري على براءة اختراع لمحرك بخار مبكر، «اختراع جديد لرفع الماء وحركة مناسبة لجميع أنواع طاحونة العمل من قبل قوة النار المطلقة، والتي ستكون ذات فائدة كبيرة ومميزة لتصريف مياه المناجم، وتخدم المدن بالمياه، ولعمل جميع أنواع المطاحن حيث لم تستفد من الماء ولا الرياح الثابتة» .  [ك‍]  وقد أوضح ذلك للجمعية الملكية في 14 يونيو 1699. لم يكن لبراءة الاختراع أي توضيحات أو حتى وصف، ولكن في عام 1702، وصف سيفري الآلة في كتابه The Miner Friend؛ أو، محرك لرفع المياه بالنار ،  حيث ادعى أنه يمكن ضخ المياه من المناجم.

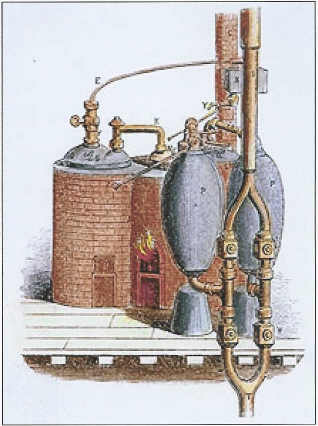
محرك سيفري 1698

لم يكن لمحرك سيفري أي مكبس، ولا توجد أجزاء متحركة إلا من الصنابير. تم تشغيله عن طريق رفع البخار أولاً في المرجل. تم بعد ذلك إدخال البخار في واحدة من أولى الأوعية العاملة، مما سمح له بالنفخ عبر أنبوب أسفل في المياه التي كان من المفترض أن ترفع. عندما يكون النظام ساخنًا وبالتالي ممتلئ بالبخار، يتم غلق الصنبور بين الغلاية والسفينة العاملة، وإذا كان ضروريًا، يتم تبريد السطح الخارجي للسفينة. جعل هذا البخار داخلها يتكثف، وخلق فراغًا جزئيًا، ودفع الضغط الجوي الماء إلى أسفل الأنبوب حتى امتلاء الوعاء. في هذه المرحلة، تم إغلاق الصنبور الموجود أسفل الوعاء، وفتح الصنبور الموجود بينه وبين الأنبوب العلوي، وتم قبول المزيد من البخار من الغلاية. مع تراكم ضغط البخار، أجبر الماء من الوعاء إلى أعلى الأنبوب إلى أعلى المنجم.
ومع ذلك، كان لمحركه أربع مشاكل خطيرة. أولاً، في كل مرة يتم فيها إدخال الماء في وعاء العمل، تُهدر الكثير من الحرارة في تسخين المياه التي يتم ضخها. ثانياً، تتطلب المرحلة الثانية من العملية بخارًا عالي الضغط لإجبار الماء على الارتفاع، وكانت مفاصل المحرك الملحومة بالكاد قادرة على تحمل بخار عالي الضغط وتحتاج إلى إصلاح متكرر. ثالثًا، على الرغم من أن هذا المحرك يستخدم ضغط بخار إيجابي لدفع المياه لأعلى خارج المحرك (مع عدم وجود حد نظري للارتفاع الذي يمكن من خلالها رفع المياه بواسطة محرك واحد عالي الضغط) فإن الاعتبارات العملية والسلامة تعني أنه كانت المياه من منجم عميق تحتاج إلى سلسلة من محركات الضغط المعتدل على طول الطريق من المستوى السفلي إلى السطح. رابعًا، تم دفع الماء إلى المحرك فقط عن طريق الضغط الجوي (العمل ضد «فراغ بخار مكثف»)، لذلك كان يجب ألا يزيد المحرك عن 30 قدم (9.1 م) فوق مستوى الماء - مما يتطلب تثبيته وتشغيله وصيانته في أسفل المناجم المظلمة في كل مكان.

### قانون محرك النار
أعطي سيفري البراءة الأصلية في يوليو 1698 حماية لمدة 14 عامًا؛ في العام التالي، 1699، صدر قانون برلماني يمدد حمايته لمدة 21 عامًا أخرى. أصبح هذا القانون المعروف باسم «قانون محرك النار». غطت براءة سيفري جميع المحركات التي رفعت الماء بالنار، وبالتالي لعبت دورًا مهمًا في تشكيل التطور المبكر للآلات البخارية في الجزر البريطانية.
حصل المهندس جيمس سميث من Whitehill على حقوق استخدام محرك سيفري في اسكتلندا. في عام 1699، أبرم اتفاقًا مع المخترع، وفي عام 1701 حصل على براءة اختراع من برلمان اسكتلندا، على غرار منحة سيفري في إنجلترا، وصمم للتشغيل لنفس الفترة الزمنية. وصف سميث الماكينة بأنها «محرك أو اختراع لرفع الماء وحركة طاحونة تعمل بقوة النار»،  [ك‍] وادعى أنه قام بتعديله ليضخ من عمق 14 قامة، أو 84 قدمًا.  
في إنجلترا، تعني براءة سيفري أن توماس نيوكمان أُجبر على الدخول في شراكة معه. بحلول عام 1712، كانت هناك ترتيبات بين الرجلين لتطوير تصميم نيوكومين الأكثر تطوراً للمحرك البخاري، والذي تم تسويقه بموجب براءة سيفري، مضيفًا خزانات المياه وقضبان المضخة بحيث يمكن الوصول إلى مناجم المياه العميقة باستخدام الطاقة البخارية. كان محرك نيوكومان يعمل فقط عن طريق الضغط الجوي، وبالتالي تجنب مخاطر البخار العالي الضغط، واستخدم مفهوم المكبس الذي ابتكره عام 1690 الفرنسي دينيس بابين لإنتاج أول محرك بخار قادر على رفع المياه من المناجم العميقة.
عندما عاد دينيس بابين إلى لندن في عام 1707، طلب منه نيوتن، الرئيس الجديد للجمعية الملكية بعد روبرت بويل، صديق بابين، العمل مع سيفري، الذي عمل لمدة 5 سنوات مع بابين، لكنه لم يعط أي ائتمان أو إيراد إلى العالم الفرنسي.
بعد وفاته في عام 1715 أصبحت براءة اختراع سيفري وقانون البرلمان في شركة، أصحاب اختراع رفع المياه بالنار. أصدرت هذه الشركة تراخيص للآخرين لبناء وتشغيل محركات نيوكومان، بتكلفة تصل إلى 420 جنيهًا إسترلينيًا سنويًا على براءات الاختراع لبناء محركات البخار. في إحدى الحالات، دفعت إحدى مناجم أصحاب الأعمال 200 جنيه إسترليني سنويًا ونصف أرباحها الصافية «مقابل خدماتهم في إبقاء المحرك مستمرًا».
لم ينتهي قانون محرك النار حتى عام 1733، أي بعد أربع سنوات من وفاة نيوكومان.

### تطبيق المحرك
أعلنت إحدى الصحف في مارس 1702 أن محركات سيفري جاهزة للاستخدام ويمكن رؤيتها يومي الأربعاء والسبت بعد الظهر في مقر عمله في سالزبوري كورت، لندن، مقابل أولد بلايهاوس.
تم إنشاء أحد محركاته في مباني يورك في لندن. وفقًا للأوصاف اللاحقة، أنتج هذا البخار «أقوى بثماني أو عشرة أضعاف من الهواء العادي» (أي من 8 إلى 10 من الأجواء)، لكنه تفجرت مفاصل الماكينة، مما أجبره على اللحام بالمفاصل بواسطة مصهر.
تم بناء أخرى للسيطرة على إمدادات المياه في هامبتون كورت، في حين تم تشغيل آخر في كامبدين هاوس في كينسينغتون لمدة 18 عامًا.
تمت تجربة عدد قليل من محركات سيفري في المناجم، وهي محاولات فاشلة تُستخدم في تطهير المياه من بركة تُدعى Broad Waters في Wednesbury (ثم في Staffordshire) ومناجم الفحم القريبة. وقد غطى ذلك ثوران مفاجئ للمياه قبل بضع سنوات. ومع ذلك، لا يمكن إحضار المحرك. كانت كمية البخار التي أثيرت كبيرة مثل «استئجار الجهاز كله إلى قطع». تم وضع المحرك جانباً، وتم إسقاط مخطط رفع المياه على أنه غير عملي.  قد يكون هذا في حوالي 1705. 
تم اقتراح محرك آخر في عام 1706 بواسطة جورج سبارو في نيوبولد بالقرب من تشيسترفيلد، حيث كان مالك الأرض يواجه صعوبة في الحصول على موافقة جيرانه للحصول على ما يكفي لاستنزاف الفحم. لم يحدث شيء من هذا، ربما بسبب انفجار محرك Broad Waters.  من الممكن أيضًا تجربة محرك في Wheal Vor ، وهو منجم نحاس في كورنوال.

## مقارنة مع محرك نيوكومان
كان محرك سيفري أقل بكثير من حيث التكلفة الرأسمالية من محرك نيوكومان، مع محرك سيفري بقوة 2 إلى 4 حصانا يكلف ما بين 150-200 جنيهًا إسترلينيًا. كان متاحًا أيضًا بأحجام صغيرة، وصولًا إلى قوة حصان واحدة. كانت المحركات الجديدة والمحركات البخارية ذات الضغط العالي في وقت مبكر أكبر وأكثر تكلفة بكثير. كان الحجم الأكبر يرجع إلى حقيقة أن محركات البخار المكبس أصبحت غير فعالة للغاية بأحجام صغيرة، على الأقل حتى حوالي عام 1900 عندما كان هناك محركان مكبسان بقوة حصان. استمر إنتاج محركات سيفري جيدًا في أواخر القرن الثامن عشر.

## إلهام للعمل في وقت لاحق
قد تعتمد أنظمة الضخ اللاحقة لمضخة سيفري. على سبيل المثال، كانت مضخة البخار النابضة ذات الحجرة المزدوجة تطورًا ناجحًا لها.

## وصلات خارجية
- توماس سيفري على موقع الموسوعة البريطانية (الإنجليزية)
- Diagram of Savery's pump على موقع واي باك مشين (نسخة محفوظة 14 August 2007)